# اری هرچیلیو
اری هرچیلیو (انگلیسی: Ari Hercílio; ۱۸ اوت ۱۹۴۱ – ۱۸ نوامبر ۱۹۷۲) بازیکن فوتبال اهل برزیل بود.
از باشگاه‌هایی که در آن بازی کرده‌است می‌توان به باشگاه ورزشی اینترناسیونال، باشگاه فوتبال گرمیو، باشگاه فوتبال کورینتیانس، و باشگاه فوتبال فلومیننزه اشاره کرد.
وی همچنین در تیم ملی فوتبال برزیل بازی کرده‌است.